# Fahad Al-Ahmed Al-Jaber Al-Sabah
Fahad Al-Ahmed Al-Jaber Al-Sabah (in arabo فهد لأحمد الجابرالصباح‎?; Al Kuwait, 10 agosto 1945 – Al Kuwait, 2 agosto 1990) è stato un dirigente sportivo kuwaitiano.

## Biografia
Pur avendo rivestito diversi ruoli di prim'ordine nelle federazioni sportive nazionali e continentali, balzò agli onori delle cronache per un fatto singolare. Ai Mondiali del 1982, durante la partita Francia-Kuwait, scese in campo a seguito della rete del 4-1 segnata dal transalpino Alain Giresse minacciando di ritirare la squadra qualora la marcatura, giudicata da lui irregolare (i giocatori sostengono di essersi fermati dopo avere sentito un fischio), fosse stata concessa. L'arbitro Miroslav Stupar decise di annullare il gol (anche se il match finì lo stesso 4-1 per i "galletti") ma l'immagine del Kuwait venne compromessa da questo clamoroso gesto: il Times ha inserito il gesto di Al-Sabah in nona posizione nella classifica delle dieci vergogne nella storia dei mondiali.

## Morte
Al-Sabah morì nell'agosto del 1990 durante l'invasione irachena del Kuwait. L'Iraq invase il piccolo emirato prendendo i kuwaitiani completamente di sorpresa, iniziando l'attacco alle due di notte del 2 agosto. Secondo le fonti ufficiali, prese parte, rimanendo ucciso, alla battaglia del palazzo Dasman, combattuta dalle prime ore dell'invasione presso la residenza ufficiale del fratellastro emiro Jaber III Al Ahmad al-Jaber Al Sabah, il capo dello stato kuwaitiano fuggito nel frattempo all'estero.
Secondo altre fonti, Fahad Al-Sabah tentò la fuga imbarcandosi sul volo British Airways Flight 149A. Si trattava di un volo tra Londra e Kuala Lumpur, atterrato secondo programma alle 8 della mattina all'Aeroporto Internazionale del Kuwait per effettuare rifornimento, poche ore dopo l'inizio dell'invasione e di fatto l'ultima possibilità per fuggire dal paese con un aereo di linea. L'aereo non giunse mai a destinazione, in quanto le truppe irachene occuparono l'aeroporto e catturarono passeggeri e equipaggio con lo scopo di trasformarli in scudi umani. In questa versione dei fatti, il membro della famiglia reale venne riconosciuto e ucciso sul posto dai soldati occupanti, mentre gli altri ostaggi vennero trasferiti a Baghdad.
Il corpo venne esposto su di un carro armato e mostrato per le vie di Madinat al-Kuwait. In seguito venne sepolto dagli occupanti sotto il nome "Abdullah Al-Masri"  nel tentativo di non far rintracciare le spoglie.